# Rio Jurupari
O Rio Jurupari é um rio brasileiro que banha o estado do Acre, localizado na divisa com o Amazonas. 